# Herrère
Herrère település Franciaországban, Pyrénées-Atlantiques megyében. Lakosainak száma 389 fő (2022. január 1.). Herrère Escou, Escout, Ogeu-les-Bains és Oloron-Sainte-Marie községekkel határos.

## Népesség
A település népességének változása:
| Lakosok száma | 362  | 377  | 386  | 387  | 388  | 389  | 389  | 389  | 389  |
|               | 2013 | 2015 | 2016 | 2017 | 2018 | 2019 | 2020 | 2021 | 2022 |